# Ржевка (муниципальный округ)

Один из монументов Мемориальной трассы «Ржевский коридор». Автор проекта — архитектор В. С. Лукьянов (1983 год). Стела «Хлеб насущный»

Рже́вка — муниципальный округ № 36 в составе Красногвардейского района Санкт-Петербурга.
Округ назван по названию одноимённого исторического района, расположенного на левом берегу реки Охта, севернее Пороховых.
На территории округа располагалась финская деревня Orskoi.
Название «Ржевка» происходит от Ржевской слободы, возникшей в 1730-х годах и названной по имени владельца земли капитана Ржевского.
В середине XIX века в этом селении было около двадцати дворов. Существующие ныне Ржевская площадь и Ржевская улица ведут свои названия от Ржевской слободы.
Название Ржевка также носит станция на Ириновской линии Октябрьской железной дороги и аэропорт.
От железнодорожной станции берёт начало мемориальная трасса Ржевский коридор — памятник Героической обороны Ленинграда в годы Великой Отечественной войны.
На железнодорожную станцию с «Большой земли» по «Дороге жизни» прибывал транспорт с продовольствием, медикаментами, боеприпасами. Первые семь километров пути от Станции к центру города были названы — Ржевским коридором. По этому пути в годы Блокады грузовики и специальные локомотивы-трамваи развозили груз до распределительных пунктов осаждённого Ленинграда.

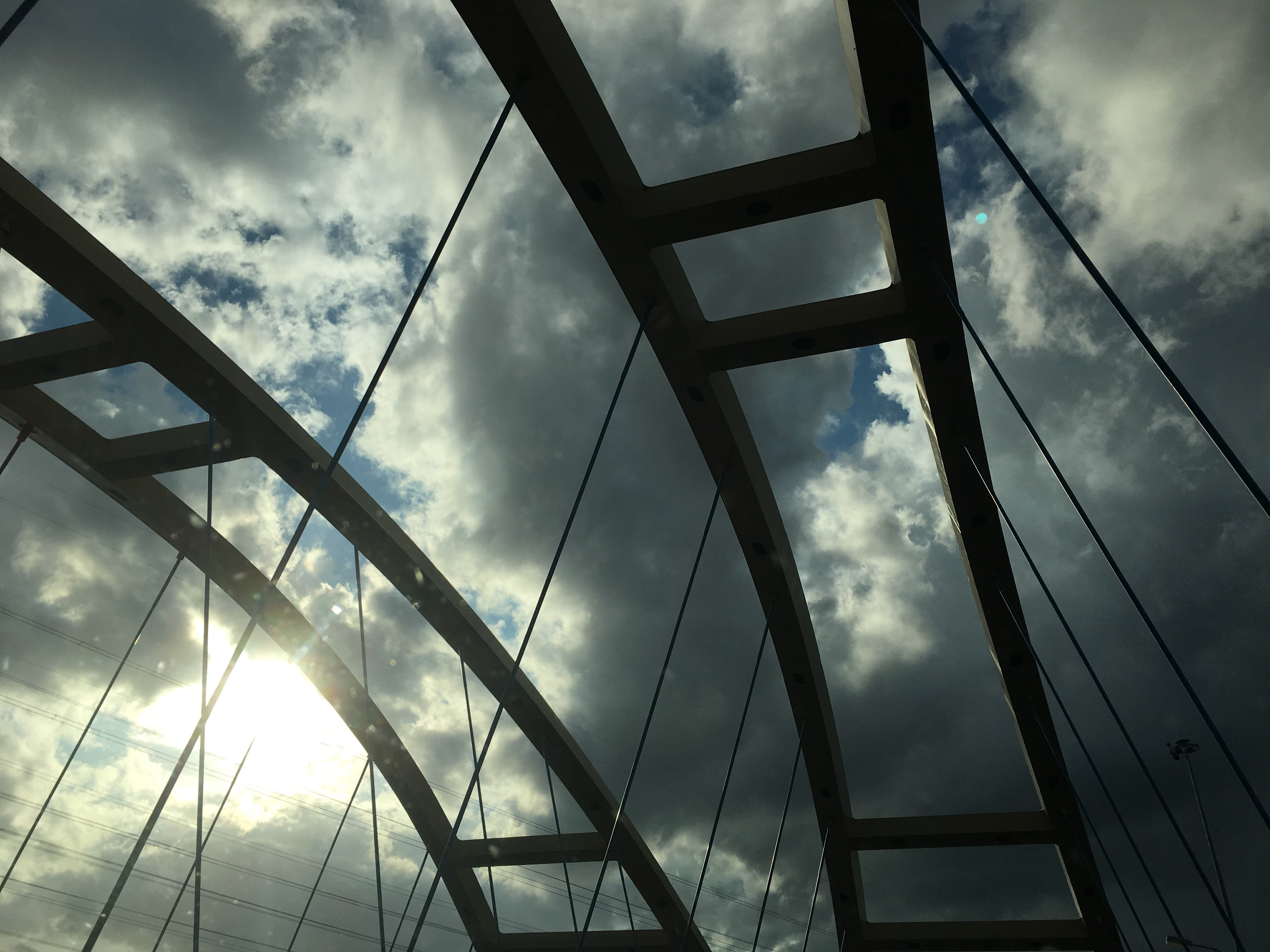
Беляевский мост

Помимо жилых кварталов, на территории округа расположена часть Ржевского лесопарка, проходит дорога А118 (КАД).

## Население
| 2002    | 2010    | 2012    | 2013    | 2014    | 2015    | 2016    |
| ------- | ------- | ------- | ------- | ------- | ------- | ------- |
| 55 955  | ↗56 568 | ↗57 380 | ↗58 264 | ↗58 485 | ↗58 813 | ↗59 032 |
| 2017    | 2018    | 2019    | 2020    | 2021    | 2023    | 2025    |
| ↗59 724 | ↗60 909 | ↗60 953 | ↘60 867 | ↗61 765 | ↘61 288 | ↗61 345 |